# Rapala aurelia
Rapala aurelia är en fjärilsart som beskrevs av Hans Fruhstorfer 1912. Rapala aurelia ingår i släktet Rapala och familjen juvelvingar. Inga underarter finns listade.